# Fritz Thott
Fredrik (Fritz) Thott, född den 21 augusti 1803 på Skabersjö i Skabersjö socken, Malmöhus län, död den 13 april 1882 på Kristineberg i Oxie församling, Malmöhus län, var en svensk friherre och militär. Han var son till Christian Thott. 
Thott blev kornett vid Skånska husarregementet 1818, ordonnansofficer hos kronprinsen 1822, löjtnant vid regementet 1825, ryttmästare och regementskvartermästare där 1846, skvadronschef 1849 och major 1854. Han blev överste och chef för Skånska dragonregementet 1855. Thott befordrades till generalmajor i armén 1863 och blev generalbefälhavare i första militärdistriktet samma år. Han beviljades avsked från regementet 1865. Thott blev riddare av Svärdsorden 1854 och kommendör (av första klassen) av Svärdsorden 1860.